# George O'Hara
George O'Hara (22 de fevereiro de 1899 – 16 de outubro de 1966) foi um ator e roteirista estadunidense que iniciou sua carreira na era do cinema mudo, atuando em 87 filmes entre 1919 e 1948. Escreveu, também, seis roteiros para o cinema entre 1928 e 1945.

## Biografia
Nasceu George Bolger em Nova Iorque e cresceu em Hollywood, Califórnia, George O'Hara iniciou sua carreira cinematográfica com o pioneiro de Hollywood Mack Sennett, que percebeu imediatamente seu potencial em se tornar um ídolo do cinema. Seu primeiro filme foi The Speakeasy, em 1919, produzido por Sennett, com um pequeno papel não-creditado. A carreira de O'Hara teve um impulso quando Sennett o escalou para o sucesso comercial de 1920 Love, Honor, and Behave, em que atuava ao lado de Marie Prevost.
Em 1921, O'Hara começou a trabalhar atrás das câmeras sob a tutela de Sennett. Recebeu os créditos de produtor associado no filme de Ben Turpin A Small Town Idol, e posteriormente trabalhou como roteirista através da década de 1920, além de continuar atuando.
George O'Hara foi muito popular quando estava estrelando seriados de ação e aventura dos anos 1920, tais como The Pacemakers e Casey of the Coast Guard. No seu mais popular seriado, Fighting Blood, O'Hara atuou como um boxer, papel bem escolhido, pois nas horas vagas O'Hara lutava box e teve até um relativo sucesso como lutador amador na divisão de pesos leves.
Através dos anos 1920, O'Hara se tornou popular. Ele contracenou com John Barrymore e Dolores Costello na adaptação muda de Moby-Dick, um filme chamado The Sea Beast, em que personificou o malvado meio-irmão de Barrymore, papel para o qual foi escolhido por ter uma certa semelhança com o renomado ator. Com o advento do cinema sonoro, muitos atores foram sendo substituídos, e O'Hara teve dificuldades para conseguir papéis, retirando-se nos anos 1930, porém fez uma tentativa de retomar a carreira na década seguinte, em pequenos papéis, em especial como um caixeiro no filme de 1940 de John Ford, a adaptação de The Grapes of Wrath', de John Steinbeck.
O'Hara não alcançou mais o antigo sucesso, e passou a atuar como extra em papéis não-creditados. Seu último filme foi When My Baby Smiles at Me (1948), num pequeno papel não-creditado.

## Vida pessoal e morte
O'Hara morreu de câncer em Los Angeles, Califórnia, em 1966.

## Filmografia parcial
- When My Baby Smiles at Me (1948)
- The Grapes of Wrath (1940)
- Side Street (1929)
- A Single Man (1929) (*writer)
- Pirates of the Pines (1928)

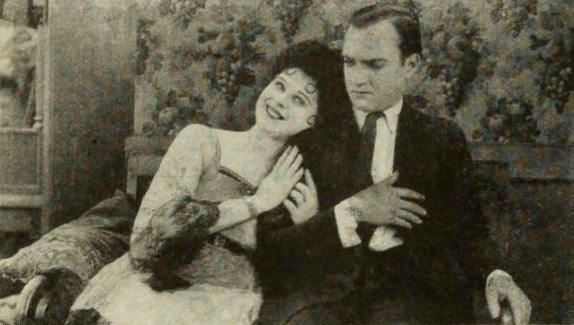
George O’Hara em The Crossroads of New York (1922), ao lado de Ethel Grey Terry.

- The Sea Beast (1926, no Brasil, “A Fera do Mar”)
- Casey of the Coast Guard (1926)
- Why Girls Go Back Home (1926)
- Listen Lester (1924, no Brasil, “As Cartas do Coronel”)
- Fighting Blood (1923)
- The Crossroads of New York (1922)
- A Small Town Idol (1921)
- Love, Honor, and Behave (1920)
- The Speakeasy (1919)